# Маркови кули (Прилеп)
 Вижте пояснителната страница за други значения на Маркови кули.
Марковите кули са средновековен град-крепост, издигащ се над град Прилеп в Северна Македония.

## Местоположение
Марковите кули са разположени над северните части на Вароша, на север-северозапад от центъра на Прилеп. Представлява висок 120 – 180 m висок рид, отделен от планината с дълбоко седло. Има голяма видимост към североизточната част на Пелагонийската равнина. Няколко важни пътя се пресичат подножието им: към Битоля на юг-югозапад; към Брод и Кичево на запад-северозапад; към Плетварския проход и Повардарието на изток-североизток; към Бабуна и Велес на север; след това на юг покрай източния край на Пелагония. Няколко слаби извора на вода позволяват живот на върха в ограничена степен. Склоновете на хълма са стръмни, покрити с огромни гранитни скали. Широка равна седловина в средата на върха позволява там да се развие селище. До върха има достъп от север и от юг.

## Античност
От 1959 година на Маркови кули се провеждат непрекъснати разкопки.
В Ранната античност тук се появява крепостта Керамия, обновена в Късната античност. След това е изградена здрава стена с хоросан. Керамия остава селско селище до края на Античността. През римско време в I - IV век в югозападното подножие се е появява по-голямо неукрепено селище, заобиколено от гробища, разкопани в местностите Падарница, Ташачица, Бакалица, Слон, Поткули и други. Открити са няколко мраморни декорации от раннохристиянска базилика.

## История

### Средновековие
Името на крепостта е Прилеп се споменава за пръв път в XI век – в 1014 година във фруриона Прилапос пристига цар Самуил след Беласишката битка. В грамота на император Василий II Българоубиец от 1020 година Прилеп е под юрисдикцията на пелагонийския епископ. В 1199 година Прилеп се споменава в грамота на император Алексий II Комнин. В 1200 година за кратко от Империята го отнема Добромир Хриз. През XIII век Прилеп сменя непрестанно държавната си принадлежност – два пъти в Епирското деспотство, два пъти в Българското царство, един път в Никейската империя. В 1334 година Сръбското кралство го отнема от Византия.
Късносредновековното селище Прилеп има стратегическо значение в XIV век и след смъртта на Вълкашин Мърнявчевич в Чирменската битка в 1371 година, крепостта се оформя като своеобразен бастион на владенията на сина му Марко, известен в народния епос като Крали Марко. При Крали Марко Прилеп става столица на малка държава – Прилепското кралство. Но въпреки факта, че селището се разраства силно, то не успява да се издигне икономически и да придобие по-ясно изразени градски черти. Прилеп става седалище на епископ вместо Битоля, но вероятно само до смъртта на Крали Марко. Всички открити сгради и движими предмети отразяват доста скромен живот. Само няколко парчета от луксозен сребърен накит, открити във Варош, говорят за наличие на благородници в Прилеп.
След смъртта на Марко през 1395 година османците превземат Прилеп и поставят гарнизон в акропола. В 1468 и 1519 година той наброява 18 войници, а в 1544 година само 5 души. Скоро след това крепостта е напълно изоставена и ще живее само предградието, като селско християнско селище Варош. На няколко километра южно от Варош, на кръстопътя, се е развило турското село Перлепе, която става ядрото на днешния град Прилеп.

### Укрепления
Запазените стени са от XIII и предимно от XIV век. Широки са едва 1 – 1,3 m и са зидани с по-слаб варов хоросан. Те са максимално интегрирани в терена, като се опират се на големи скали и използват природните дадености и съответно криволичат силно.
Запазени са три укрепителни пояса. Първият са стените на Горния град – акропола, разположени на най-високата североизточна част на хълма Чардак. Стените ограждат пространство с размери 150 х 120 m, разделено с вътрешни стени на по-малки части. Тук се е намирал дворецът на Вълкашин и Марко. Цитаделата е цялостно проучена. В северната ѝ част има две цистерни за вода от Късната античност. Северната порта има сложна основа и говори за множество допълнения и промени, както и целият акропол. Според Георги Акрополит (1258 година) крепостта е защитавана само от 40 войници.
Вторият укрепителен пояс обхваща Долния град – селищната част, разположена в седловината южно от Горния град и заема площ от 3,6 ha. Разкопана е северната стена с двойна порта, както и голяма стражева къща между входовете. На южната градска стена има 3 добре запазени кули. Западната и източната стена са запазени само на места, като останалата част е паднала по склона. Животът в тази област се развива през XIV век.
Третият отбранителен пояс е по склоновете западно и южно от ядрото на селището. Състои се от поредица от къси и криви стени, които затварят празнини между скалите и частично ги покриват. Дългата тясна тераса, по-ниско от селището и с площ от 4,5 ha, е била покрита с такава слаба предна стена. В западната ѝ част се виждат изсечени в скалата гробове. В този район почти няма останки от селища, а в края на XIV век според, Тадеуш Полак, е служил за временно убежище, което приютявало бежанци от околността, бягащи от турските банди, преди да се стабилизира новата османска администрация. След смъртта на Крали Марко в 1395 година селището Маркови кули е изоставено, тъй като крепостта над него е заета от османски гарнизон.

### Варош
В Късното средновековие в южното и югозападното подножие на Маркови кули се развива селището Варош. То е с много разчленена структура, разделена на няколко махали, всяка със своя църква и гробище около църквата – „Свети Димитър“, „Свети Никола“, „Свети Петър“, „Света Богородица“ и „Свети Атанасий“. Около църквите са разкопани около 200 гроба около. Проучен е и районът на тържището, потвърдено писмено през XIV век. Предградието получава името Варош вероятно в края на XIV век и го пази и до днес.

## Други
На Маркови кули е наречена улица в квартал „Хаджи Димитър“ в София (Карта).